# Liste der Monuments historiques in Limetz-Villez
Die Liste der Monuments historiques in Limetz-Villez führt die Monuments historiques in der französischen Gemeinde Limetz-Villez auf.

## Liste der Bauwerke
| Bezeichnung                 | Beschreibung                  | Standort | Kennzeichnung | Schutzstatus | Datum | Bild |
| --------------------------- | ----------------------------- | -------- | ------------- | ------------ | ----- | ---- |
| Friedhofskreuz              | Ende des 16. Jahrhunderts     | (Lage)   | PA00087472    | Classé       | 1966  |      |
| Kirche St-Sulpice-St-Pierre | Erbaut ab dem 13. Jahrhundert | (Lage)   | PA00087473    | Inscrit      | 1927  |      |

## Liste der Objekte
- Monuments historiques (Objekte) in Limetz-Villez in der Base Palissy des französischen Kultusministeriums